# Jerzy Paweł Gorgoń
Jerzy Paweł Gorgoń (Zabrze, 18 de juliol de 1949) és un exfutbolista polonès de la dècada de 1970.

## Trajectòria esportiva
Pel que fa a clubs, quasi tota la seva carrera la passà al Górnik Zabrze. Hi debutà el 1967, i hi romangué fins al 1980. Guanyà cinc copes consecutives entre 1968 i 1972. Disputà 55 partits internacionals amb Polònia, arribant a ser un cop capità. Disputà els Mundials de 1974 i 1978 i els Jocs Olímpics de 1972 i 1976, guanyant dues medalles, una d'or i una d'argent. El seu darrer club fou el FC St. Gallen suís.